# Scopula puncticosta
Scopula puncticosta là một loài bướm đêm trong họ Geometridae.